# Omega (bogstav)
 For alternative betydninger, se Omega. (Se også artikler, som begynder med Omega)
Omega (Ω ω) er et græsk bogstav.
Dets lydværdi svarer nogenlunde til det danske bogstav "Å"s. Det er den lange form, hvor omikron er den korte.
Ω bliver brugt inden for fysikken som symbol for ohm, som er SI-enheden for resistans. Omega anses også for ende, såsom "alfaomega, i.e. alfa = begyndelse, omega = ende. 

## Computer
I unicode er Ω U+03A9 og ω er U+03C9.
|   | decimal | hex     | HTML    |
| - | ------- | ------- | ------- |
| ω | &#969;  | &#x3c9; | &omega; |
| Ω | &#937;  | &#x3a9; | &Omega; |